# GP3 Series
La GP3 Series fue un campeonato de automovilismo de velocidad que se disputó desde el año 2010 un escalón por debajo de la GP2 Series y el Campeonato de Fórmula 2 de la FIA. En un principio, el periodismo del motor especuló con que la categoría sería esencialmente la Fórmula Master Internacional renombrada y reformulada, pero en octubre de 2008 se anunció oficialmente que se partiría desde cero.
La temporada 2018 fue la última de este campeonato, ya qué se unificó con el Europeo de Fórmula 3 para dar lugar al Campeonato de Fórmula 3 de la FIA.

## Datos técnicos
- El chasis ha sido diseñado y construido por Dallara Automobili y corresponde al modelo GP3/13.
- El motor V6, produce 400 CV desarrollado por Renault. Esa potencia es intermedia entre la de un World Series by Renault y la de los Fórmula Renault 2.0 y Fórmula 3. Las cajas de cambios son construidas por Hewland y los frenos por Brembo.
- La Serie GP3 utiliza neumáticos Pirelli PZero en tres versiones (duro, medio y blando). Cada conductor tiene tres juegos de neumáticos de seco y dos juegos de neumáticos de mojado de clima disponibles en cada evento.

## Reglamento

### Formato de fecha
El viernes, los pilotos tienen 45 minutos de entrenamientos libres. El sábado otros 30 minutos de clasificación, la cual, decide el orden de parrilla para la primera carrera. El piloto que consiga la pole position será premiado con cuatro puntos. El sábado se celebra la primera carrera.
El domingo se disputa la segunda carrera. La parrilla se decide con el resultado del sábado, invirtiendo las primeras ocho posiciones, por tanto, el piloto que ganara la carrera sale en la octava posición y quien quedara octavo, saldría en la pole.
- Tanto la carrera del sábado como la del domingo no durarán más de 30 minutos.[+]

### Sistema de puntuación
2010-2011
- Pole para las carreras del sábado: 2 puntos
- Carrera del sábado: 10-8-6-5-4-3-2-1 puntos para los ocho primeros.
- Carrera del domingo: 6-5-4-3-2-1 puntos para los seis primeros.
- Los 8 mejor calificados se alinean de orden inverso, para mejorar el espectáculo en la carrera del domingo.
- Vuelta rápida: 1 punto en cada carrera. El piloto que obtenga la vuelta rápida debe haber recorrido al menos el 90% de las vueltas de carrera y haber terminado en el top-ten.

2012-
- Pole para las carreras del sábado: 4 puntos
- Carrera del sábado: 25-18-15-12-10-8-6-4-2-1 puntos para los diez primeros.
- Carrera del domingo: 15-12-10-8-6-4-2-1 puntos para los ocho primeros.
- Vuelta rápida: 2 punto en cada carrera. El piloto que obtenga la vuelta rápida debe haber finalizado entre los 10 primeros clasificados.

### Circuitos
La categoría, siendo una carrera federativa de la GP2 Series, sigue su calendario exceptuando la cita del circuito de Mónaco.
- Cataluña (2010-2018)
- Cheste (2013)
- Estambul (2010-2011)
- Hockenheimring (2010, 2012, 2014, 2016)
- Hungaroring (2010-2018)
- Mónaco (2012)
- Monza (2010-2018)
- Nürburgring (2011, 2013)
- Paul Ricard (2018)
- Red Bull Ring (2014-2018)
- Silverstone (2010-2018)
- Sochi (2014-2016, 2018)
- Spa-Francorchamps (2010-2018)
- Valencia (2010-2012)
- Yas Marina (2013-2018)

| Circuito       | 2010 | 2011 | 2012 | 2013 | 2014 | 2015 | 2016 | 2017 | 2018 | Total Grandes Premios |
| -------------- | ---- | ---- | ---- | ---- | ---- | ---- | ---- | ---- | ---- | --------------------- |
| Cataluña       |      |      |      |      |      |      |      |      |      | 9                     |
| Silverstone    |      |      |      |      |      |      |      |      |      | 9                     |
| Hungaroring    |      |      |      |      |      |      |      |      |      | 9                     |
| Spa            |      |      |      |      |      |      |      |      |      | 9                     |
| Monza          |      |      |      |      |      |      |      |      |      | 9                     |
| Yas Marina     |      |      |      |      |      |      |      |      |      | 6                     |
| Red Bull Ring  |      |      |      |      |      |      |      |      |      | 5                     |
| Sochi          |      |      |      |      |      |      |      |      |      | 4                     |
| Hockenheimring |      |      |      |      |      |      |      |      |      | 4                     |
| Valencia       |      |      |      |      |      |      |      |      |      | 3                     |
| Estambul       |      |      |      |      |      |      |      |      |      | 2                     |
| Nürburgring    |      |      |      |      |      |      |      |      |      | 2                     |
| Mónaco         |      |      |      |      |      |      |      |      |      | 2                     |
| Cheste         |      |      |      |      |      |      |      |      |      | 1                     |
| Jerez          |      |      |      |      |      |      |      |      |      | 1                     |
| Paul Ricard    |      |      |      |      |      |      |      |      |      | 1                     |

## Temporadas

### 2010
La temporada 2010 de GP3 Series fue la primera temporada del campeonato de GP3 Series, una antesala de la GP2 Series. El campeonato constó de 8 rondas, el campeonato empezó en el Circuit de Catalunya y terminó el 12 de septiembre en el Autodromo Nazionale Monza. 10 escuderías fueron anunciadas con 3 pilotos en cada una. El ganador de esta primera temporada fue el mexicano Esteban Gutiérrez, se proclamó campeón en la clasificación de la última ronda del campeonato.

### 2011
La temporada 2011 de GP3 Series fue la segunda temporada del campeonato de GP3 Series. El campeonato constó de 8 rondas, empezó el 7 de mayo en el Circuito de Estambul y terminó el 11 de septiembre en el Autodromo Nazionale di Monza. Valtteri Bottas se proclamó campeón de la temporada a falta de 1 carrera, 2º James Calado y 3º Nigel Melker. En cuanto a las escuderías, la ganadora fue Lotus ART.

### 2012
La temporada 2012 de GP3 Series fue la tercera temporada del campeonato de GP3 Series. El campeonato constó de 8 rondas, empezó el 12 de mayo en el Circuito de Barcelona-Cataluña y terminó el 9 de septiembre en el Autodromo Nazionale di Monza. El neozelandés Mitch Evans se proclamó campeón de la temporada con 151.5 puntos, con 149.5 puntos finalizó el alemán Daniel Abt y tercero el portugués António Félix da Costa con 132 puntos. En cuanto a las escuderías, la ganadora fue Lotus GP.

### 2013
La temporada 2013 de GP3 Series fue la cuarta temporada del campeonato de GP3 Series. El campeonato constó de 8 rondas; empezó el 11 de mayo en el Circuito de Barcelona-Cataluña y terminó el 3 de noviembre en el Circuito Yas Marina. El ruso Daniil Kvyat se proclamó campeón de la temporada; detrás de él finalizaron el argentino Facu Regalia y el estadounidense Conor Daly. En cuanto a las escuderías, la ganadora fue la francesa ART Grand Prix.

### 2014
La temporada 2014 de GP3 Series fue la quinta temporada del campeonato de GP3 Series. El campeonato constó de 9 rondas, empezó el 10 de mayo en el Circuito de Barcelona-Cataluña y terminó el 23 de noviembre en el Circuito de Yas Marina. El británico Alex Lynn se proclamó campeón con 207 puntos, segundo finalizó su compatriota Dean Stoneman, mientras que tercero el alemán Marvin Kirchhöfer. En cuanto a las escuderías, la ganadora fue Carlin Motorsport.

### 2015
La temporada 2015 de GP3 Series fue la sexta temporada del campeonato de GP3 Series. El campeonato constó de 9 rondas, empezó el 9 de mayo en el Circuito de Barcelona-Cataluña y terminó el 29 de noviembre en el Circuito de Yas Marina. Esteban Ocon se consagró en el campeonato de piloto, mientras que ART Grand Prix lo hizo en el campeonato de equipos.

### 2016
La temporada 2016 de GP3 Series fue la séptima temporada del campeonato de GP3 Series. El campeonato constó de 10 rondas, empezó el 13 de mayo en el Circuito de Barcelona-Cataluña y terminó el 27 de noviembre en el Circuito de Yas Marina. El monegasco Charles Leclerc ganó el campeonato de pilotos, en segundo lugar quedó el tailandés Alexander Albon y en tercer lugar, el italiano Antonio Fuoco. ART Grand Prix ganó campeonato de equipos por segundo año consecutivo.

### 2017
La temporada 2017 de GP3 Series fue la octava temporada del campeonato de GP3 Series. El campeonato constó de 9 rondas, empezó el 12 de mayo en el Circuito de Barcelona-Cataluña y terminó el 26 de noviembre en el Circuito de Yas Marina. El británico George Russell fue el piloto campeón, detrás de él quedaron su compatriota y compañero de equipo Jack Aitken y el japonés Nirei Fukuzumi. La escudería francesa ART Grand Prix fue la ganadora en el campeonato de equipos por tercer año consecutivo.

### 2018
La temporada 2018 de GP3 Series fue la novena y última temporada del campeonato de GP3 Series. Constó de 9 pruebas, empezando en el circuito de Barcelona-Cataluña el 11 de mayo, y luego finalizó en Yas Marina el 25 de noviembre, en el calendario, Sochi reemplazó a Jerez y se incorporó el circuito Paul Ricard al igual que en los campeonatos de Fórmula 1 y Fórmula 2.

## Campeones

### Pilotos
| Año  | Piloto            | Escudería         | Puntos | Margen | Segundo         | Tercero                |
| ---- | ----------------- | ----------------- | ------ | ------ | --------------- | ---------------------- |
| 2010 | Esteban Gutiérrez | ART Grand Prix    | 88     | 17     | Robert Wickens  | Nico Müller            |
| 2011 | Valtteri Bottas   | Lotus ART         | 62     | 7      | James Calado    | Nigel Melker           |
| 2012 | Mitch Evans       | MW Arden          | 151.5  | 2      | Daniel Abt      | António Félix da Costa |
| 2013 | Daniil Kvyat      | ART Grand Prix    | 168    | 30     | Facu Regalia    | Conor Daly             |
| 2014 | Alex Lynn         | Carlin Motorsport | 207    | 44     | Dean Stoneman   | Marvin Kirchhöfer      |
| 2015 | Esteban Ocon      | ART Grand Prix    | 253    | 8      | Luca Ghiotto    | Marvin Kirchhöfer      |
| 2016 | Charles Leclerc   | ART Grand Prix    | 230    | 25     | Alexander Albon | Antonio Fuoco          |
| 2017 | George Russell    | ART Grand Prix    | 220    | 80     | Jack Aitken     | Nirei Fukuzumi         |
| 2018 | Anthoine Hubert   | ART Grand Prix    | 214    | 16     | Nikita Mazepin  | Callum Ilott           |

### Escuderías
| Año  | Escudería         | Puntos | Margen | Segunda             | Tercera               |
| ---- | ----------------- | ------ | ------ | ------------------- | --------------------- |
| 2010 | ART Grand Prix    | 130    | 44     | Status Grand Prix   | Jenzer Motorsport     |
| 2011 | Lotus ART         | 124    | 55     | MW Arden            | Marussia Manor Racing |
| 2012 | Lotus GP          | 378.5  | 69     | MW Arden            | Carlin                |
| 2013 | ART Grand Prix    | 378    | 100    | MW Arden            | Koiranen GP           |
| 2014 | Carlin Motorsport | 347    | 17     | ART Grand Prix      | Status Grand Prix     |
| 2015 | ART Grand Prix    | 477    | 195    | Trident Racing      | Arden International   |
| 2016 | ART Grand Prix    | 578    | 303    | Arden International | Trident Racing        |
| 2017 | ART Grand Prix    | 590    | 305    | Trident Racing      | Jenzer Motorsport     |
| 2018 | ART Grand Prix    | 640    | 207    | Trident Racing      | Campos Racing         |